# محاولة انقلاب 1990 في نيجيريا
في 22 أبريل 1990، وقعت محاولة انقلاب عسكري في نيجيريا. حيث حاول فصيل من ضباط القوات المسلحة بقيادة الرائد جدوين أوركار الإطاحة بحكومة الجنرال إبراهيم بابنجيدا (الذي تولى السلطة عقب انقلاب 1985). استولت قوات المتمردين على مؤسسة الإذاعة الفيدرالية في نيجيريا (FRCN) ومختلف المواقع العسكرية حول لاغوس، بما في ذلك المقر العسكري والمقر الرئاسي، ثكنات دودان. كان بابنجيدا حاضرًا عندما تعرضت الثكنات للهجوم لكنه تمكن من الفرار عبر طريق خلفي. دعا أوركار في خطابه عن الانقلاب إلى استئصال خمس ولايات شمالية لنيجيريا.
واجهت القوات الحكومية أوركار و41 من المتآمرين معه، واستطاعوا القبض عليهم. أُدينوا بتهمة الخيانة العظمى. في 27 يوليو 1990، تم إعدامهم رميا بالرصاص.